# Serra del Castellot
La Serra del Castellot és una serra situada al municipi de la Granja d'Escarp a la comarca del Segrià, amb una elevació màxima de 198,0 metres.